# 井澤愛巴
井澤 愛巴（いざわ あいは、1990年（平成2年）8月26日 - ）は、日本のフリーアナウンサー、気象予報士。元山形テレビのアナウンサー。ニチエンプロダクション所属。

## 略歴・人物
愛知県出身。愛知県立明和高校、早稲田大学文化構想学部文芸・ジャーナリズム論系卒業。
大学3年次に、早稲田コレクション2012にモデルとして出場。
学生時代は東京アナウンスセミナー、圭三塾に通っていた。
2014年、山形テレビに入社。入社後は主に報道番組を担当。趣味は歴史通でいわゆる歴女。
2016年3月、山形テレビを退社。
2018年8月よりAbemaNewsのAbemaキャスターとなる。
2018年10月　 気象予報士試験合格を公式ブログで報告。防災士の試験も合格している。
2020年2月8日、同月2日に結婚していたことを報告した。
2022年5月、AbemaNewsキャスターを卒業し、夫の海外赴任に同行することを報告した。
2023年8月25日、アメリカで第1子となる男の子を出産した。
2024年9月24日より、ニチエンプロダクション所属。

## 担当番組

### テレビ
- スーパーJチャンネルYTSゴジダス（2015年1月 - 2016年3月）
- YTSニュース

### テレビドラマ
- 和田家の男たち 第6話（2021年11月26日、テレビ朝日）- レポーター 役 & アナウンサー指導

### ウェブテレビ
- ケンコバのラグビー金曜TheNIGHT（2020年7月11日 - 8月7日、ABEMA） - 進行アシスタント[3]